# 50 років Організації Об'єднаних Націй (монета)
«50 ро́ків Організа́ції Об'є́днаних На́цій» — ювілейна монета номіналом 200 000 карбованців, випущена Національним банком України. Присвячена 50-річчю Організації Об'єднаних Націй.
Монету введено в обіг 7 березня 1996 року. Вона належить до серії «Інші монети».
Єдина пам'ятна монета України з недорогоцінного металу відкарбована у Великій Британії.

## Опис та характеристики монети
| Номінал карб. | Метал                 | Маса, грам | Діаметр, мм. | Якість виготовлення | Гурт     | Тираж, штук |
| ------------- | --------------------- | ---------- | ------------ | ------------------- | -------- | ----------- |
| 200 000       | мідно-нікелевий сплав | 28,28      | 38,61        | анциркулейтед       | рифлений | 100 000     |

### Аверс

Герб ООН

На аверсі монети в центрі кола, утвореного намистовим узором, знаходиться зображення малого Державного Герба України в обрамленні з двох боків гілками калини. Над гербом розміщена дата «1995» — рік карбування монети. По колу монети написи: вгорі «НАЦІОНАЛЬНИЙ БАНК УКРАЇНИ», внизу у два рядки: «200000» «КАРБОВАНЦІВ».

### Реверс
На реверсі монети зображено земну кулю з розміщеними на ній прапорами країн світу та емблемою ООН-50. По колу монети написи: вгорі «NATIONS UNITED FOR PEACE», внизу «НАЦІЇ, ОБ'ЄДНАНІ ЗАРАДИ МИРУ».

## Автори
- Художники: Івахненко Олександр (аверс), Лоббан Джон (реверс).
- Скульптор — Лоббан Джон.

## Вартість монети
Під час введення монети в обіг 1996 року, Національний банк України розповсюджував монету за її номінальною вартістю — 200000 карбованців.
Фактична приблизна вартість монети, з роками змінювалася так:
| Рік        | 2005 | 2006 | 2007 | 2008 | 2009 | 2010 | 2011 | 2012 | 2013 | 2014 | 2015 | 2016 | 2017 | 2018 | 2019 | 2020 | 2021 | 2022 | 2023 | 2024 | 2025 |
| ---------- | ---- | ---- | ---- | ---- | ---- | ---- | ---- | ---- | ---- | ---- | ---- | ---- | ---- | ---- | ---- | ---- | ---- | ---- | ---- | ---- | ---- |
| Ціна, грн. | 6    | 16   | 25   | 30   | 30   | 30   | 35   | 60   | 75   | 75   | 80   | 80   | 90   | 115  | 115  | 130  | 160  | 200  | 360  | 430  | 430  |

## Див. також

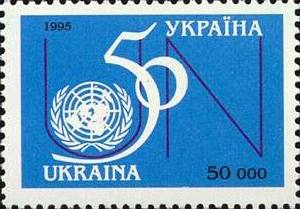
Марка Укрпошти, присвячена 50-річчю заснування ООН (1995)